# (400258) 2007 RG36
(400258) 2007 RG36 es un asteroide perteneciente al cinturón de asteroides, descubierto el 8 de septiembre de 2007 por el equipo del Lowell Observatory Near-Earth-Object Search desde la Estación Anderson Mesa (condado de Coconino, cerca de Flagstaff, Arizona, Estados Unidos).

## Designación y nombre
Designado provisionalmente como 2007 RG36.

## Características orbitales
2007 RG36 está situado a una distancia media del Sol de 2,448 ua, pudiendo alejarse hasta 2,983 ua y acercarse hasta 1,914 ua. Su excentricidad es 0,218 y la inclinación orbital 1,350 grados. Emplea 1399,84 días en completar una órbita alrededor del Sol.

## Características físicas
La magnitud absoluta de 2007 RG36 es 17,9.